# Calothamnus
Calothamnus är ett släkte av myrtenväxter. Calothamnus ingår i familjen myrtenväxter.

## Bildgalleri

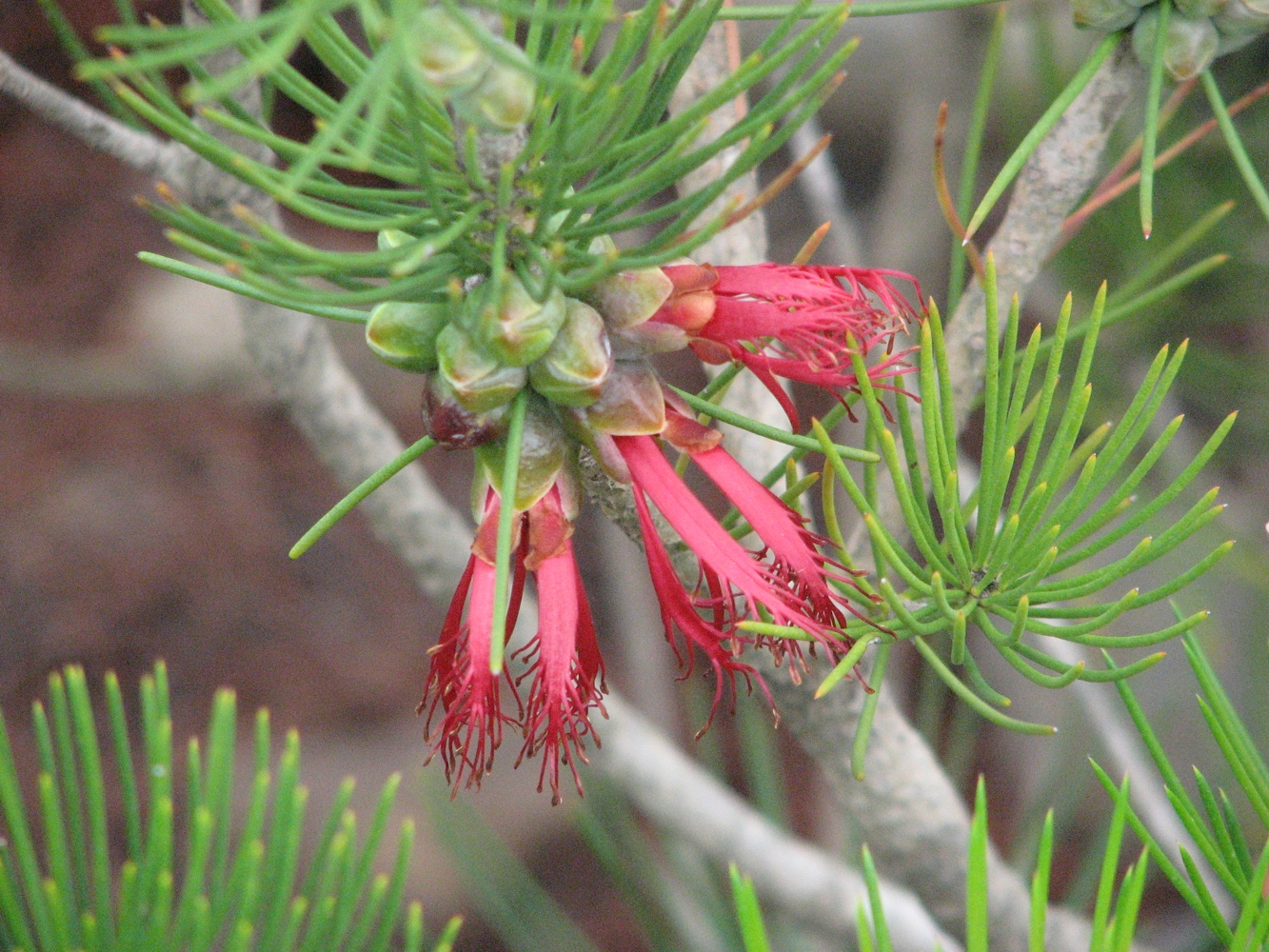
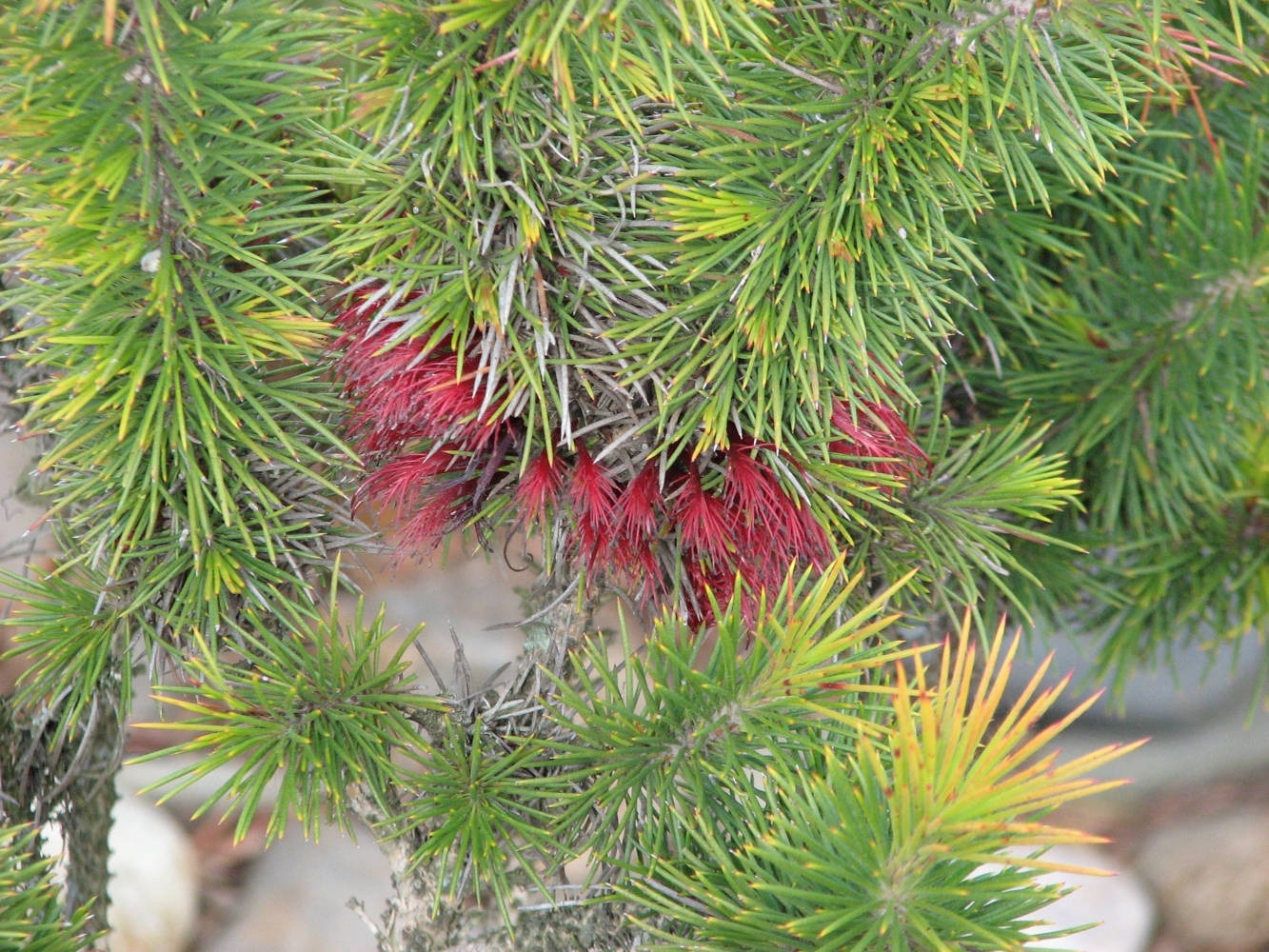

## Dottertaxa tillCalothamnus, i alfabetisk ordning[1]
- Calothamnus accedens
- Calothamnus affinis
- Calothamnus arcuatus
- Calothamnus aridus
- Calothamnus blepharospermus
- Calothamnus borealis
- Calothamnus brevifolius
- Calothamnus chrysanthereus
- Calothamnus cupularis
- Calothamnus formosus
- Calothamnus gibbosus
- Calothamnus gilesii
- Calothamnus glaber
- Calothamnus gracilis
- Calothamnus graniticus
- Calothamnus hirsutus
- Calothamnus huegelii
- Calothamnus kalbarriensis
- Calothamnus lateralis
- Calothamnus lehmannii
- Calothamnus longissimus
- Calothamnus macrocarpus
- Calothamnus microcarpus
- Calothamnus montanus
- Calothamnus oldfieldii
- Calothamnus pachystachyus
- Calothamnus pallidifolius
- Calothamnus phellosus
- Calothamnus pinifolius
- Calothamnus planifolius
- Calothamnus preissii
- Calothamnus quadrifidus
- Calothamnus robustus
- Calothamnus roseus
- Calothamnus rupestris
- Calothamnus sanguineus
- Calothamnus scabridus
- Calothamnus schaueri
- Calothamnus superbus
- Calothamnus torulosus
- Calothamnus tuberosus
- Calothamnus validus
- Calothamnus villosus